# سوپوت، استان پلودیف
سوپوت (به بلغاری: Сопот) شهری در استان پلوودیو کشور بلغارستان است که جمعیت آن در سال ۲۰۰۱ میلادی ۹٬۹۲۶ نفر بوده‌است.